# NVU-P引爆装置
NVU-P引爆装置（俄语：НВУ-П）也称“狩猎”（Охота），是苏联在20世纪70年代开发的一种旨在控制杀伤人员地雷的引爆装置，作用是使敌方工兵无法拆除，并产生最大杀伤。

## 历史
“狩猎”套件于七十年代中期投入使用，随后投入实战。有消息称这种武器在阿富汗战争期间被成功使用。地雷和控制装置没有任何暴露元件，是摧毁敌军和商队的有效方法。圣战者搜寻爆炸装置的方法无法及时发现地雷并予以排除。此外，NVU-P装置控制的地雷交替爆炸使敌方工兵无法正常工作，并导致整个分队迅速被摧毁。

## 组成
NVU-P爆炸装置的外部是一个金属圆筒，顶盖上有多个连接器和其他元件。盖子是可拆卸的，并通过多个铰链锁固定到位。可以将其拆下以维修设备。特别是在安装电池时，需要拆卸盖子和附着在其上的零件。
NVU-P本体直径15.5厘米，高36厘米，组装后的设备重4.2公斤。这样的尺寸允许一名工兵携带一套完整的装置，其中包括一个爆炸装置、五个地雷、电线等。
设备的盖子上有多个连接器。一个用于连接目标传感器，另外六个配有用于爆炸装置控制线的插头。此外，还有单独的连接器用于将引爆装置连接到测试和配置单元，以及连接到MZU型遥控器。还提供LED指示灯，用于在准备操作期间显示有关保险丝状态的信息。对于离线操作，有一个用于安装MUV-4保险丝的螺纹。
引爆装置通常分为执行器和分配装置、地震目标传感器和电池组。此外，它还配备了一些电气设备、带有电缆的卷轴、电池等。该套件还包括多达五枚相应型号的杀伤人员地雷。出于自毁目的，该装置内部配备了TNT块。
NVU-P装置的圆柱形体内装有执行器和分配装置的电子器件以及电池。因此，在外壳下部有六个标准尺寸373的电池。外壳中的电池上方有一个电子单元，负责处理信号并引爆与设备相关的地雷。
为了检测目标运动，NVU-P设备使用地震传感器SV-20P。它采用小锥形销钉的形式制成，内部装有敏感元件，并使用电线连接到设备。传感器的任务是监测情况并记录地面振动，振荡信号被传输到电子单元并由其处理。
套件的安装方法在一定程度上取决于所使用的杀伤人员地雷的类型。套件中各个元件之间的距离取决于该武器的特性。NVU-P非接触式引信安装在适当尺寸的孔中。同时，它还连接了一个地震传感器SV-20P，该传感器被插入地下。5个适当类型的地雷以一定距离安装在引信周围。在将设备安装到孔中之前，使用电工胶带将TNT块固定在其侧面。它配备有保险丝，连接到 NVU-P 盖上的连接器之一。

## 性能[2]
根据现有数据，NVU-P装置的地震传感器能够在约150m的距离处检测到行走的人，在约90m的距离处进行目标识别。当目标接近15-20m距离时，设备即可发出引爆地雷指令。因此，地雷必须布设在该半径内，以便其受影响区域尽可能重叠。这样可以多次攻击同一个小区域，从而最大限度地发挥整个套件的有效性，实现人员的最大杀伤。
准备NVU-P设备进行操作的算法取决于所使用的操作模式。该系统可以在自主和受控模式下运行。在受控模式下，MZU型遥控器的控制电缆连接到设备。在安全距离（至少 200 m）内，地雷操作员可以独立发出引爆制导弹药的命令。受控操作模式有一个特征：在这种情况下，装置可以关闭、移除并移动到新位置。
为了在自主模式下运行，NVU-P设备配备了MUV-4引信，该引信拧入盖上相应的插座中。在准备套件工作的最后阶段，工兵必须拆下保险，然后开始将系统置于战斗位置。延时引信的任务是倒计时（6-36分钟），之后触发冲击机构，引信撞针关闭引信的战斗电路。此后，套件开始战斗工作。目前的技术，在这种模式下是无法靠人工来排除的。NVU-P装置可以处于战斗模式长达9个月，当电荷耗尽后，将会发生自毁。

## 衍生型号
- NVU-PM：和NVU-P的区别之一是，当试图切断该装置的任何电缆或试图移除设备本身的盖子时，所有地雷都会同时引爆。[3]

## 使用国家
- 苏联
- 俄罗斯

## 参与战争
- 阿富汗战争
- 车臣战争
- 俄乌战争[4]